# Licetus (cráter)
Licetus es un cráter de impacto perteneciente a la cara visible de la Luna, en la accidentada región de las tierras altas del sur. Se encuentra al sur de la llanura amurallada del cráter Stöfler, unido al borde norte del cráter subdividido Heraclitus. Justo al sureste se halla Cuvier. Licetus tiene 75 kilómetros de diámetro y 3,8 kilómetros de profundidad. Es del Período Pre-Nectárico, con una antigüedad comprendida entre 4550 y 3920 millones de años.
|  |

Se trata de una formación desgastada, con varios cráteres que se extienden a través de su borde y a lo largo de su pared interior. Los más notables son un pequeño cráter ubicado en el borde suroriental interior, y un segundo cráter situado en su sector noroeste. El brocal aparece especialmente desgastado en el extremo norte, con un grupo de pequeños cráteres en el límite del borde y en la pared interior. El suelo interior es relativamente plano, con algunas crestas menores y elevaciones en la mitad sur. También muestra algunos pequeños cráteres en los sectores oeste-suroeste y este de la plataforma interna.
El cráter lleva el nombre de Fortunio Liceti, un filósofo y físico italiano del siglo XVII.

## Cráteres satélite
Por convención estos elementos son identificados en los mapas lunares poniendo la letra en el lado del punto medio del cráter que está más cerca de Licetus.
|         | \| Licetus \| Coordenadas \| Diámetro \| \| ------- \| --------------------------- \| -------- \| \| A \| 47°48′S 3°12′E / -47.8, 3.2 \| 8 km \| \| B \| 46°30′S 4°54′E / -46.5, 4.9 \| 13 km \| \| C \| 47°24′S 5°36′E / -47.4, 5.6 \| 10 km \| \| D \| 48°00′S 4°30′E / -48.0, 4.5 \| 6 km \| \| E \| 44°42′S 1°54′E / -44.7, 1.9 \| 19 km \| \| F \| 46°00′S 1°00′E / -46.0, 1.0 \| 32 km \| \| G \| 43°48′S 1°54′E / -43.8, 1.9 \| 11 km \| \| H \| 45°54′S 3°06′E / -45.9, 3.1 \| 10 km \| \| J \| 44°12′S 3°12′E / -44.2, 3.2 \| 12 km \| \| K \| 45°30′S 0°00′E / -45.5, 0.0 \| 6 km \| \| L \| 47°12′S 1°06′E / -47.2, 1.1 \| 5 km \| \| M \| 46°48′S 1°54′E / -46.8, 1.9 \| 9 km \| \| N \| 45°30′S 2°12′E / -45.5, 2.2 \| 9 km \| \| P \| 47°36′S 2°24′E / -47.6, 2.4 \| 21 km \| \| Q \| 47°12′S 9°42′E / -47.2, 9.7 \| 8 km \| \| R \| 45°06′S 3°54′E / -45.1, 3.9 \| 7 km \| \| S \| 45°12′S 8°12′E / -45.2, 8.2 \| 11 km \| \| T \| 45°48′S 6°42′E / -45.8, 6.7 \| 7 km \| \| U \| 46°54′S 7°24′E / -46.9, 7.4 \| 7 km \| \| W \| 45°54′S 8°30′E / -45.9, 8.5 \| 7 km \| |          |
| Licetus | Coordenadas | Diámetro |
| A       | 47°48′S 3°12′E / -47.8, 3.2 | 8 km     |
| B       | 46°30′S 4°54′E / -46.5, 4.9 | 13 km    |
| C       | 47°24′S 5°36′E / -47.4, 5.6 | 10 km    |
| D       | 48°00′S 4°30′E / -48.0, 4.5 | 6 km     |
| E       | 44°42′S 1°54′E / -44.7, 1.9 | 19 km    |
| F       | 46°00′S 1°00′E / -46.0, 1.0 | 32 km    |
| G       | 43°48′S 1°54′E / -43.8, 1.9 | 11 km    |
| H       | 45°54′S 3°06′E / -45.9, 3.1 | 10 km    |
| J       | 44°12′S 3°12′E / -44.2, 3.2 | 12 km    |
| K       | 45°30′S 0°00′E / -45.5, 0.0 | 6 km     |
| L       | 47°12′S 1°06′E / -47.2, 1.1 | 5 km     |
| M       | 46°48′S 1°54′E / -46.8, 1.9 | 9 km     |
| N       | 45°30′S 2°12′E / -45.5, 2.2 | 9 km     |
| P       | 47°36′S 2°24′E / -47.6, 2.4 | 21 km    |
| Q       | 47°12′S 9°42′E / -47.2, 9.7 | 8 km     |
| R       | 45°06′S 3°54′E / -45.1, 3.9 | 7 km     |
| S       | 45°12′S 8°12′E / -45.2, 8.2 | 11 km    |
| T       | 45°48′S 6°42′E / -45.8, 6.7 | 7 km     |
| U       | 46°54′S 7°24′E / -46.9, 7.4 | 7 km     |
| W       | 45°54′S 8°30′E / -45.9, 8.5 | 7 km     |